# Tropidoclonion lineatum
Tropidoclonion lineatum är en ormart som beskrevs av Hallowell 1856. Tropidoclonion lineatum är ensam i släktet Tropidoclonion som ingår i familjen snokar. IUCN kategoriserar arten globalt som livskraftig.
Denna orm förekommer med flera populationer i centrala USA från South Dakota och Minnesota i norr till Texas i syd. Den vistas i kulliga delar av prärien samt i mindre skogsområden. Arten besöker även samhällens utkanter. Den gömmer sig ofta under stenar, träbitar som ligger på marken eller under annan bråte.
Tropidoclonion lineatum är med en längd mindre än 75 cm liten och den äter främst daggmaskar. Honor lägger inga ägg utan föder levande ungar.

## Underarter
Arten delas in i följande underarter:
- T. l. annectens
- T. l. lineatum